# Busard de Gould
Circus approximans
Espèce
Statut de conservation UICN

 LC  : Préoccupation mineure
Statut CITES
Le Busard de Gould (Circus approximans) est une espèce de rapaces diurnes migrateurs de la famille des Accipitridae que l'on rencontre en Australasie.

## Description
Le Busard de Gould est en grande partie brun foncé, devenant plus clair avec l'âge, et a un croupion blanc bien visible. Il chasse en volant lentement, au ras du sol, sur les ailes déployées vers le haut. La longueur du corps est de 50 à 60 cm et l'envergure est de 120 à 145 cm. Les poids enregistrés des adultes vont de 580 à 1 100 g et les femelles sont nettement plus grandes que les mâles.

## Mode de vie

### Alimentation
Le Busard de Gould se nourrit principalement d'oiseaux terrestres et aquatiques, de lapins et autres petits mammifères, reptiles, grenouilles et poissons. Il peut également se nourrir de charognes lorsqu'elles sont disponibles, notamment en bordure de route.

### Reproduction
Cette espèce niche sur le sol, souvent dans des marécages, sur un monticule de roseaux ou de toute autre végétation. La taille de la couvée peut varier de 2 à 7 oisillons, mais est habituellement de 3 ou 4. La période d'incubation est d'environ 33 jours, avec des poussins prenant leur envol environ 45 jours après l'éclosion.

## Répartition et habitat
Le Busard de Gould est répandu à travers l'Australasie et de nombreuses îles dans le sud-ouest du Pacifique, dont une grande partie de l'Australie (à l'exception des régions les plus arides), en Nouvelle-Zélande, aux Fidji, au Vanuatu et en Nouvelle-Calédonie. On le trouve généralement dans les zones humides et bien arrosées de paysages dégagés.

## Galerie

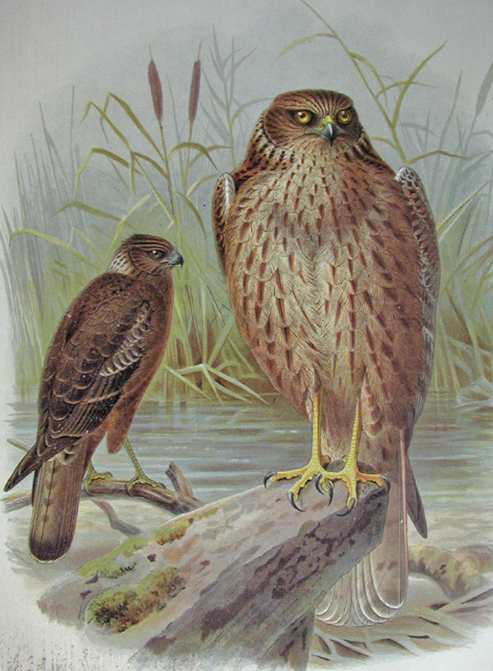
Planche ornithologique
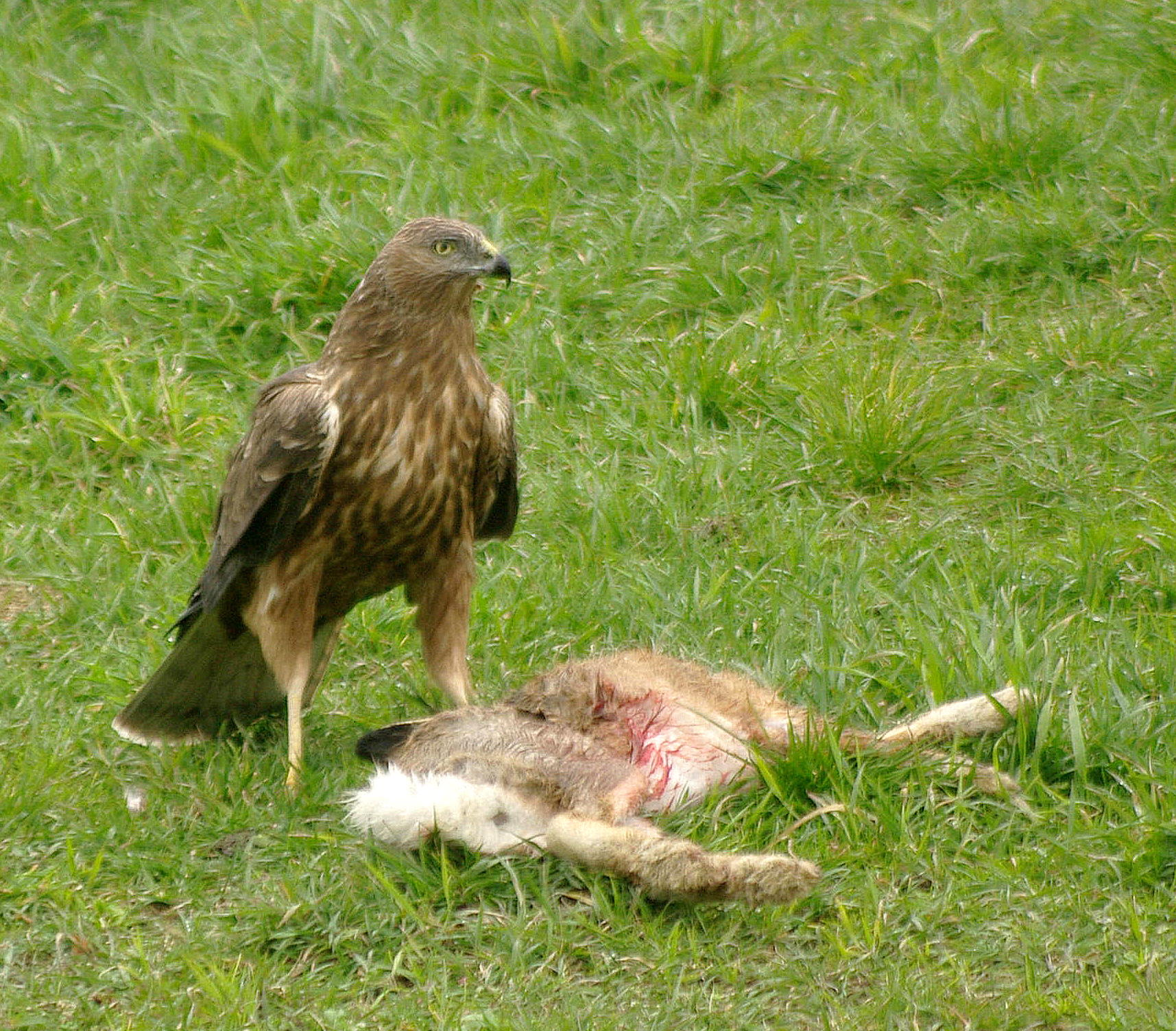
Femelle auprès d'un lapin mort.
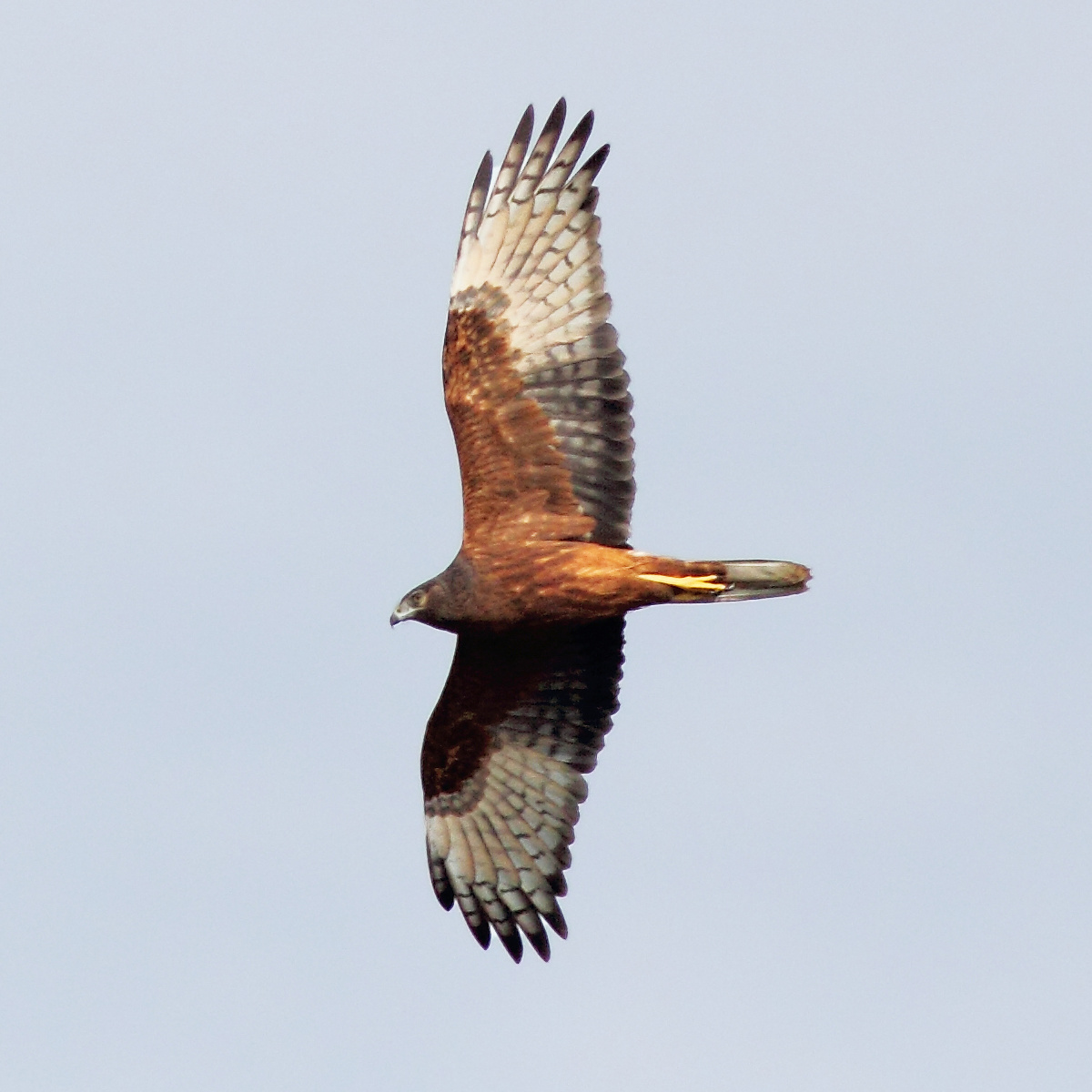
Juvénile en vol

- (en) Cet article est partiellement ou en totalité issu de l’article de Wikipédia en anglais intitulé « Swamp Harrier » (voir la liste des auteurs).